# Colwyn Bay F.C.
Colwyn Bay F.C. (wal. C.P.D. Bae Colwyn) – walijski klub piłkarski, mający siedzibę w mieście Old Colwyn, na północy kraju, grający od sezonu 2025/26 w rozgrywkach Cymru Premier.

## Historia
Chronologia nazw:
- 1881: Colwyn Bay F.C. (wal. C.P.D. Bae Colwyn)
- 1907: Colwyn Bay United F.C. (wal. C.P.D. Unedig Bae Colwyn)
- 1919: Colwyn Bay F.C. (wal. C.P.D. Bae Colwyn)

Klub piłkarski Colwyn Bay F.C. został założony w miejscowości Old Colwyn w 1881 roku. Zespół rozegrał swój pierwszy mecz w styczniu 1881 roku, a w 1898 roku dołączył do North Wales Coast League. W sezonie 1900/01 klub został zmuszony do rezygnacji z występów w lidze, tak jak nie mógł znaleźć własnego boiska do gry, a ich miejsce przejął Penmaenmawr Royal Welch Fusiliers. Jednak wrócił do ligi w następnym sezonie. Od 1907 roku klub stał się znany jako Colwyn Bay United F.C. W 1914 z powodu I wojny światowej rozgrywki zostały zawieszone. Po wznowieniu rozgrywek w sezonie 1919/20 klub wrócił do ligi z nazwą Colwyn Bay F.C.  Po upadku ligi w 1921 roku dołączył do Welsh National League. W sezonie 1927/28 zespół zajął drugie miejsce w lidze i zdobył Puchar Ligi. Puchar Ligi zdobył po raz drugi w sezonie 1929/30, docierając także do półfinału Pucharu Walii, w którym przegrał 1:3 z Rhyl Athletic. Liga została rozwiązana po zakończeniu sezonu, a klub został następnie członkiem założycielem North Wales Football Combination, którą wygrał w pierwszym sezonie 1930/31. Po zdobyciu tytułu klub dołączył do Birmingham & District League wchodzącej do struktury angielskiej piramidy ligowej. Drużyna walczyła przez 6 sezonów w nowej lidze, ale po zajęciu lokat na końcu tabeli w sezonach 1935/36 i 1936/37 przeniosła się z powrotem do Welsh National League (North).
W pierwszym sezonie po II wojnie światowej 1945/46 zespół zajął drugie miejsce w Welsh National League (North). W sezonie 1963/64 ponownie zajął drugie miejsce, a w następnym sezonie został mistrzem ligi. Na początku lat 80. XX wieku nastąpił okres sukcesów klubu, ponieważ w sezonie 1980/81 po raz drugi został mistrzem. W kolejnym sezonie 1982/83 klub ponownie wygrał ligę i dotarł do półfinału Pucharu Walii, przegrywając w dwumeczu 0:4 ze Swansea City F.C.
Po obronieniu tytułu mistrzowskiego w sezonie 1983/84, klub powrócił do angielskiego systemu ligi piłkarskiej, dołączając do North West Counties League Division 3 (D9). Swój pierwszy sezon w lidze zakończył na drugim miejscu i awansował do Division 2. Piąte miejsce w drugiej dywizji w sezonie 1986/87 zapewniło klubowi awans do pierwszej dywizji. W sezonie 1987/88 zespół po raz pierwszy dotarł do pierwszej rundy Pucharu Anglii, przegrywając 0:1 z Northwich Victoria F.C.. W następnym sezonie zdobył Puchar Ligi, pokonując Warrington Town 3:0 w finale. Po zajęciu drugiego miejsca w sezonie 1990/91, awansował do Northern Premier League Division 1 (D7). Wygrał dywizję już w pierwszym sezonie i awansował do Northern Premier League Premier Division. Sezon wydał się bardzo dobrym dla klubu - do tytułu mistrzowskiego dodali także North Wales Coast Challenge Cup i po raz trzeci dotarli do półfinału Pucharu Walii, przegrywając 2:4 z Hednesford Town
Jednak pod koniec sezonu 1991/92 spór z Walijskim Związkiem Piłki Nożnej doprowadził do dwóch rozwiązań: klub miałby przyłączyć się do nowo utworzonej Ligi Walii lub zaprzestać występować w Walii. W rezultacie klub rozpoczął nowy sezon grając na Drill Field w Northwich, zanim przeniósł się na stadion Ellesmere Port w Ellesmere Port. Nakaz sądowy pozwolił klubowi na powrót do rozgrywania meczów u siebie w Colwyn Bay w 1994 roku, zanim sprawa została wygrana w Wysokim Trybunale Sprawiedliwości w kwietniu 1995 roku.
W sezonie 1995/96 klub osiągnął największy sukces w Pucharze Anglii, w drugiej rundzie przegrywając 0:2 z Blackpool F.C. Na szóstym poziomie angielskiej piramidy piłkarskiej występował do końca sezonu 2002/03, kiedy to spadł do Northern Premier League Division 1. W sezonie 2004/05 dywizja została obniżona do poziomu 8. W sezonach 2006/07 i 2008/09 klub zakwalifikował się do baraży o awans, w których przegrywał w półfinale. Restrukturyzacja ligi doprowadziła do umieszczenia klubu w grupie południowej w sezonie 2007/08, a w następnym sezonie został przeniesiony do grupy północnej. Dopiero w sezonie 2009/10 zespół po wygraniu barażów awansował z powrotem do Northern Premier League Premier Division.
W pierwszym sezonie w Premier Division 2010/11 klub zajął drugie miejsce i zakwalifikował się do barażów, w których w półfinale pokonał 2:1 North Ferriby United A.F.C., a następnie w finale 1:0 F.C. United of Manchester, aby zapewnić sobie awans do Football Conference North (D6). Po czterech sezonach w Conference North po zakończeniu sezonu 2014/15 spadł z powrotem do Northern Premier League Premier Division, w następnym sezonie 2015/16 ponownie spadł z dywizji, wracając do Northern Premier League Division 1 North (D8).
W marcu 2019 roku klub zdecydował się ponownie dołączyć do walijskiego systemu piłkarskiego, startując w sezonie 2019/20 w nowo utworzonej walijskiej drugiej lidze Cymru North. W sezonie 2022/23 zespół wygrał ligę i otrzymał historyczny awans do Cymru Premier.

## Barwy klubowe, strój, herb, hymn
|  |  |

Klub ma barwy bordowo-błękitne. Zawodnicy domowe spotkania zazwyczaj grają bordowych koszulkach z górną błękitną częścią, bordowych spodenkach oraz bordowych getrach z błękitnymi poziomymi pasami.

## Sukcesy

### Trofea międzynarodowe
Nie uczestniczył w rozgrywkach europejskich (stan na 31-05-2023).

### Trofea krajowe
| \| \| Zdobyte trofea w rozgrywkach Walii (stan na: 31-05-2022) \| |                                                          |      |                                    |
| Rozgrywki                                                         | Osiągnięcie                                              | Razy | Sezon(y)                           |
| Mistrzostwo                                                       | I miejsce                                                | 0    |                                    |
| Mistrzostwo                                                       | II miejsce                                               | 0    |                                    |
| Mistrzostwo                                                       | III miejsce                                              | 0    |                                    |
| Mistrzostwo                                                       | ?.miejsce                                                | 1    | 2023/24                            |
| Puchar                                                            | zdobywca                                                 | 0    |                                    |
| Puchar                                                            | finalista                                                | 0    |                                    |
| Puchar                                                            | półfinalista                                             | 4    | 1929/30, 1982/83, 1991/92, 2021/22 |
| II liga                                                           | I miejsce                                                | 1    | 2022/23 (North)                    |
| II liga                                                           | II miejsce                                               | 0    |                                    |
| II liga                                                           | III miejsce                                              | 1    | 2019/20 (North)                    |
| Walia                                                             | Zdobyte trofea w rozgrywkach Walii (stan na: 31-05-2022) |      |                                    |

- Cymru North League Cup North:
  - zdobywca (1x): 2022/23
- North Wales Coast League:
  - 3.miejsce (7x): 1898/99, 1901/02, 1902/03, 1904/05, 1905/06, 1910/11, 1913/14
- Welsh National League North Division One:
  - wicemistrz (2x): 1927/28, 1929/30
- Welsh National League Cup:
  - zdobywca (1x): 1927/28
- North Wales Football Combination:
  - mistrz (1x): 1930/31
- Welsh League (North):
  - mistrz (4x): 1964/65, 1980/81, 1982/83, 1983/84
  - wicemistrz (2x): 1945/46, 1963/64
  - 3.miejsce (4x): 1962/63, 1965/66, 1979/80, 1981/82
- North Wales Coast Challenge Cup:
  - zdobywca (10x): 1930/31, 1960/61 (wspólnie), 1981/82, 1982/83, 1983/84, 1991/92, 1995/96, 1997/98, 1999/00, 2010/11
- Alves Cup:
  - zdobywca (1x): 1963/64
- Cookson Cup:
  - zdobywca (5x): 1973/74, 1979/80, 1980/81, 1981/82, 1983/84
- Barrit Cup:
  - zdobywca (2x): 1979/80, 1983/84

Anglia
- Northern Premier League Division One (D7):
  - mistrz (1x): 1991/92
  - wicemistrz (1x): 2010/11
- Northern Premier League Division One League Cup:
  - zdobywca (1x): 1991/92
- North West Counties Football League Division 1 (D8):
  - wicemistrz (1x): 1990/91
  - 3.miejsce (1x): 1989/90
- North West Counties Football League Division 3 (D9):
  - wicemistrz (1x): 1984/85
- North West Counties Football League Cup:
  - zdobywca (1x): 1988/89
  - finalista (1x): 1987/88
- North West Counties Football League Floodlit Trophy:
  - zdobywca (1x): 1990/91

## Poszczególne sezony

### Rozgrywki międzynarodowe

#### Europejskie puchary
Nie uczestniczył w rozgrywkach europejskich.

### Rozgrywki krajowe
| \| Walia \| Bilans występów klubu w rozgrywkach piłkarskich Walii (Stan na 31 maja 2023 r.) \| \| |                                                                                 |        |       |   |   |   |    |    |     |                    |        |        |      |
| Poziom                                                                                            | Rozgrywki                                                                       | Sezony | Mecze | Z | R | P | B+ | B– | Pkt | Lata               | Awanse | Spadki | Naj. |
| I                                                                                                 | Welsh League (North) / League of Wales/ Cymru Premier                           | 1      |       |   |   |   |    |    |     | od 2023            | 0      | 0      | ?    |
| II                                                                                                | WFL Division One/ Cymru North                                                   | 4      |       |   |   |   |    |    |     | 2019–2023          | 1      | 0      | 1    |
| III                                                                                               | WFL Division Two                                                                | 0      |       |   |   |   |    |    |     |                    | 0      | 0      |      |
| IV                                                                                                | WFL Division Three                                                              | 0      |       |   |   |   |    |    |     |                    | 0      | 0      |      |
|                                                                                                   | Puchar Walii                                                                    | 9      |       |   |   |   |    |    |     | 1929–1992, od 2019 | 0      | 0      | 1/2  |
| Walia                                                                                             | Bilans występów klubu w rozgrywkach piłkarskich Walii (Stan na 31 maja 2023 r.) |        |       |   |   |   |    |    |     |                    |        |        |      |

Anglia
| \| Anglia \| Bilans występów klubu w rozgrywkach piłkarskich Anglii (Stan na 31 maja 2023 r.) \| \| |                                                                                  |        |       |   |   |   |    |    |     |                                    |        |        |      |
| Poziom                                                                                              | Rozgrywki                                                                        | Sezony | Mecze | Z | R | P | B+ | B– | Pkt | Lata                               | Awanse | Spadki | Naj. |
| I                                                                                                   | Premier League                                                                   | 0      |       |   |   |   |    |    |     |                                    | 0      | 0      |      |
| II                                                                                                  | Football League Championship                                                     | 0      |       |   |   |   |    |    |     |                                    | 0      | 0      |      |
| III                                                                                                 | Football League League One                                                       | 0      |       |   |   |   |    |    |     |                                    | 0      | 0      |      |
| IV                                                                                                  | Football League League Two                                                       | 0      |       |   |   |   |    |    |     |                                    | 0      | 0      |      |
| V                                                                                                   | Birmingham & District League                                                     | 7      |       |   |   |   |    |    |     | 1931–1937                          | 0      | 1      | 6    |
| VI                                                                                                  |                                                                                  | 15     |       |   |   |   |    |    |     | 1993–2003, 2011–2015               | 0      | 2      | 6    |
| VII                                                                                                 |                                                                                  | 4      |       |   |   |   |    |    |     | 1991/92, 2003/04, 2011/12, 2015/16 | 2      | 2      | 1    |
| VIII                                                                                                |                                                                                  | 15     |       |   |   |   |    |    |     | 1985–1991, 2004–2010, 2016–2019    | 2      | 1      | 2    |
| | Puchar Anglii                                                                    | 40     |       |   |   |   |    |    |     | 1979–2019                          | 0      | 0      | 1/64 |
| Anglia                                                                                              | Bilans występów klubu w rozgrywkach piłkarskich Anglii (Stan na 31 maja 2023 r.) |        |       |   |   |   |    |    |     |                                    |        |        |      |

## Piłkarze, trenerzy, prezydenci i właściciele klubu

### Piłkarze

#### Aktualny skład zespołu
Stan na4 września 2023
| Nr | Poz. | Piłkarz                |
| -- | ---- | ---------------------- |
| 1  | BR   | Alfie Brooks           |
| 2  | OB   | Alex Downes            |
| 3  | OB   | Stefan Edwards         |
| 4  | PO   | Cai Owen               |
| 6  | PO   | Sam Downey             |
| 8  | PO   | Tom McCready (Captain) |
| 9  | NA   | Jamie Cumming          |
| 10 | NA   | Matty Hill             |
| 11 | NA   | Dylan Allshorn         |
| 12 | NA   | Lloyd Marsh-Hughes     |
| 13 | BR   | Joe Smith              |
| 14 | NA   | Oliwier Fiedor         |

| Nr | Poz. | Piłkarz        |
| -- | ---- | -------------- |
| 15 | OB   | Danny Holmes   |
| 16 | PO   | Kieran Jones   |
| 17 | NA   | Nick Rushton   |
| 18 | OB   | Guto Williams  |
| 19 | OB   | Sam Hart       |
| 20 | NA   | Sam Turner     |
| 21 | NA   | Dan M Jones    |
| 22 | PO   | Tom Creamer    |
| 23 | NA   | Daniel R Jones |
| 24 | NA   | Udi Akpan      |
| 25 | PO   | Joel Giblin    |

### Trenerzy
...
- ...:  John Neal
- ...:  Elfed Morris
- 1975–1979:  Ray Jones
- 2003–2004:  Jimmy Mullen
- 2006–2007:  Peter Davenport
- 2007–2008:  Gary Finley
- 2008:  Steve Pope
- 2010–2011:  Dave Challinor
- 2011–2013:  Jon Newby
- 2013–2015:  Frank Sinclair
- 2015:  Ashley Hoskin
- 2016–2017:  Phil Hadland
- 2017–2018:  Alan Morgan
- od 2022:  Steve Evans

## Struktura klubu

### Stadion
Klub piłkarski rozgrywa swoje mecze domowe na stadionie Llanelian Road w Old Colwyn, który może pomieścić 3.000 widzów (w tym 1.850 miejsc siedzących).

### Derby
- Bala Town F.C.
- Caernarfon Town F.C.
- Connah’s Quay Nomads F.C.
- Conwy Borough F.C.
- Llandudno F.C.